# 당진시
당진시(唐津市)는 대한민국 충청남도 서해안 최북단에 있는 시이다. 서해안고속도로와 서산영덕고속도로가 연결된다. 고대·부곡국가산업단지에서부터 송산지방산업단지, 석문국가산업단지에 철강업체가 입주하면서 철강산업으로 발달했으며, 예당평야에서는 농업이 발달하였다. 2008년 황해경제자유구역청이 개청하였으며, 2012년 1월 1일 당진시 승격과 동시에 당진읍이 당진 1, 2, 3동으로 개편되었다. 2021년 7월 31일 국가로봇테스트필드 사업을 당진시에 유치하기 위한 유치계획서를 한국로봇산업진흥원에 제출하였다. 미래 로봇 메타시티라는 성장 발전 비전을 가지고, 4차산업혁명을 이끌 미래도시로서의 전략을 수립하고 있다. 행정구역은 2읍 9면 3동이다.

## 역사
| Daedongyeojido (Gyujanggak) 14-06.jpg |
| Daedongyeojido (Gyujanggak) 15-05.jpg |

- 백제 벌성군, 벌수지현, 벌촌현, 당평현
- 신라 경덕왕 혜성군 당평부
- 고려 성종 2년 당주
- 고려 현종 9년 벌주
- 고려 예종 원년 당평현에 감무를 두었다.
- 고려 공민왕 7년 서부목
- 조선 태종 13년 충청도 당진군에 현감을 두었다.
- 조선 고종 32 년 당진군 (8면: 군내, 동면, 남면, 상대, 하대, 고산, 외맹, 내맹)
- 1914년 4월 1일 당진군과 면천군을 당진군으로 통합하였다.[3]

| 조선총독부령 제111호 |                                                                      |             |
| 구 행정구역          | 구 행정구역                                                          | 신 행정구역 |
| 당진군               | 군내면(郡內面), 동면(東面), 남면(南面)                               | 이배면 일원 |
| 당진군               | 내맹면(內孟面), 외맹면(外孟面) , 도동면(島洞面), 고산면(高山面) 일부 | 석문면 일원 |
| 당진군               | 고산면(高山面) 일부, 상대면(上大面), 하대면(下大面)                  | 고대면 일원 |
| 면천군               | 읍내면(邑內面), 송암면(松岩面), 마산면(馬山面)                       | 마암면 일원 |
| 면천군               | 가화면(加禾面), 덕두면(德頭面), 죽림면(竹林面), 정계면(淨界面)       | 순성면 일원 |
| 면천군               | 범천면(泛川面), 이서면(二西面)                                       | 범천면 일원 |
| 면천군               | 승선면(昇仙面), 중흥면(中興面), 손동면(蓀洞面), 초천면(草川面)       | 송악면 일원 |
| 면천군               | 송산면(松山面), 감천면(甘泉面), 창택면(倉宅面)                       | 송산면 일원 |
| 면천군               | 현내면(縣內面), 신남면(新南面), 신북면(新北面)                       | 신평면 일원 |
| 면천군               | 비방면(菲芳面), 합남면(合南面), 합북면(合北面)                       | 합덕면 일원 |

| 부령 제111호 |                 |                                          |
| 구 행정구역 | 신 행정구역     | 신 행정구역                              |
| 군내면(郡內面) 어리/태성리 일부, 성내리/동문리/남문리/북문리/서문리 일부/교동/무수동, 금곡리/탑동/백암동/서문리 일부                                                                                                 | 이배면 (螭背面) | 우두리, 읍내리, 채운리                   |
| 동면(東面) 동고곡리/서고곡리/모동/(남면)토곡리 일부, 자은동/동신촌리/서신촌리/상목리/입암리/상공리/하공리, 석보리/정안리/율사리/여사동/이동/죽동/하목곡리                                                            | 이배면 (螭背面) | 수청리, 시곡리, 원당리                   |
| 남면(南面) 도곡리/도동 일부, 어지곡리/오류동/소송리/상송리/하송리/송정리/토곡리/(면천군 정계면)갈산리, 동산리/죽활리/성당리/도동 일부/(해미군 일도면)대운산리 일부, 신촌리/발산리, 옥현리/(해미군 일도면)모평리 일부 | 이배면 (螭背面) | 구룡리, 대덕리, 사기소리, 용연리, 행정리 |
| 내맹면(內孟面) 교로리/상원덕리/하원덕리, 상삼봉리/하삼봉리/대삼봉리, 대마도리/소마도리/사동/장고항리/한천리 | 석문면          | 교로리, 삼봉리, 장고항리                 |
| 외맹면(外孟面) 송당리/찬동/외창리/삼화리 | 석문면          | 삼화리                                   |
| 도동면(島洞面) 난지도리, 초락도리 | 석문면          | 난지도리, 초락도리                       |
| 고산면(高山面) 송내리/덕거리/유티리/웅포리, 만길동/사동/고산동, 작동/장항리 일부/선교리/속사리 일부/(외맹면)영길동, 장항리 일부/삼거리/선교리/속사리 일부                                                            | 석문면          | 통정리                                   |
| 고산면(高山面) 송내리/덕거리/유티리/웅포리, 만길동/사동/고산동, 작동/장항리 일부/선교리/속사리 일부/(외맹면)영길동, 장항리 일부/삼거리/선교리/속사리 일부                                                            | 고대면          | 당진포리, 성산리, 장항리                 |
| 상대면(上大面) 신동/낙동/삼동/성촌 일부/(고산면)구로지리/(해미군 염솔면)삼곡리 일부, 관동/저동/서송정리/계동/성촌 일부/(하대면)시동/서개정리, 중흥리/화곡리/부곡리/(군내면)태성리 일부                               | 고대면          | 옥현리, 진관리, 항곡리                   |
| 하대면(下大面) 선동/(고산면)개정리, 사암리/해촌리/마술리, 상용두리/하용두리/주동/석동/신곡리 | 고대면          | 대촌리, 슬항리, 용두리                   |
10면 - 이배면, 고대면, 석문면, 마암면, 송산면, 순성면, 범천면, 합덕면, 송악면, 신평면
- 1917년 10월 1일 이배면을 당진면으로, 마암면을 면천면으로 개칭하였다.[4]
- 1942년 10월 1일 범천면을 우강면으로 개칭하였다.
- 1957년 11월 6일 서산군 대호지면, 정미면을 편입하였다.[5] (12면)
- 1963년 1월 1일 당진면을 당진읍으로 승격하였다.[6] (1읍 11면)
- 1973년 7월 1일 합덕면을 합덕읍으로 승격하였다.[7] (2읍 10면)
- 2010년 1월 1일 송악면을 송악읍으로 승격하였다.[8] (3읍 9면)
- 2012년 1월 1일 당진군을 관할로 도농복합형태의 당진시를 설치하고,[9] 당진읍은 당진1동, 당진2동, 당진3동으로 개편하였다.[10] (2읍 9면 3행정동)

## 지리
당진시는 태안반도에 위치하면서 황해와 맞닿아 있다. 대한민국에서 유일하게 북쪽으로만 바다를 접한 시이다. 육지에서는 동쪽으로 아산시, 서쪽으로 서산시, 남쪽으로 예산군, 북쪽으로 경기도 평택시와 접하고 있으며 먼 바다에서는 인천광역시 옹진군, 경기도 화성시, 안산시와 접하고 있다. 그러므로 당진시는 온순 기후에 해당되어 4계절이 뚜렷한 기후형으로 겨울철에는 북서계절풍의 영향을, 여름에는 남동계절풍의 영향을 받는 기후적 위치에 속하고 있다.

## 지질

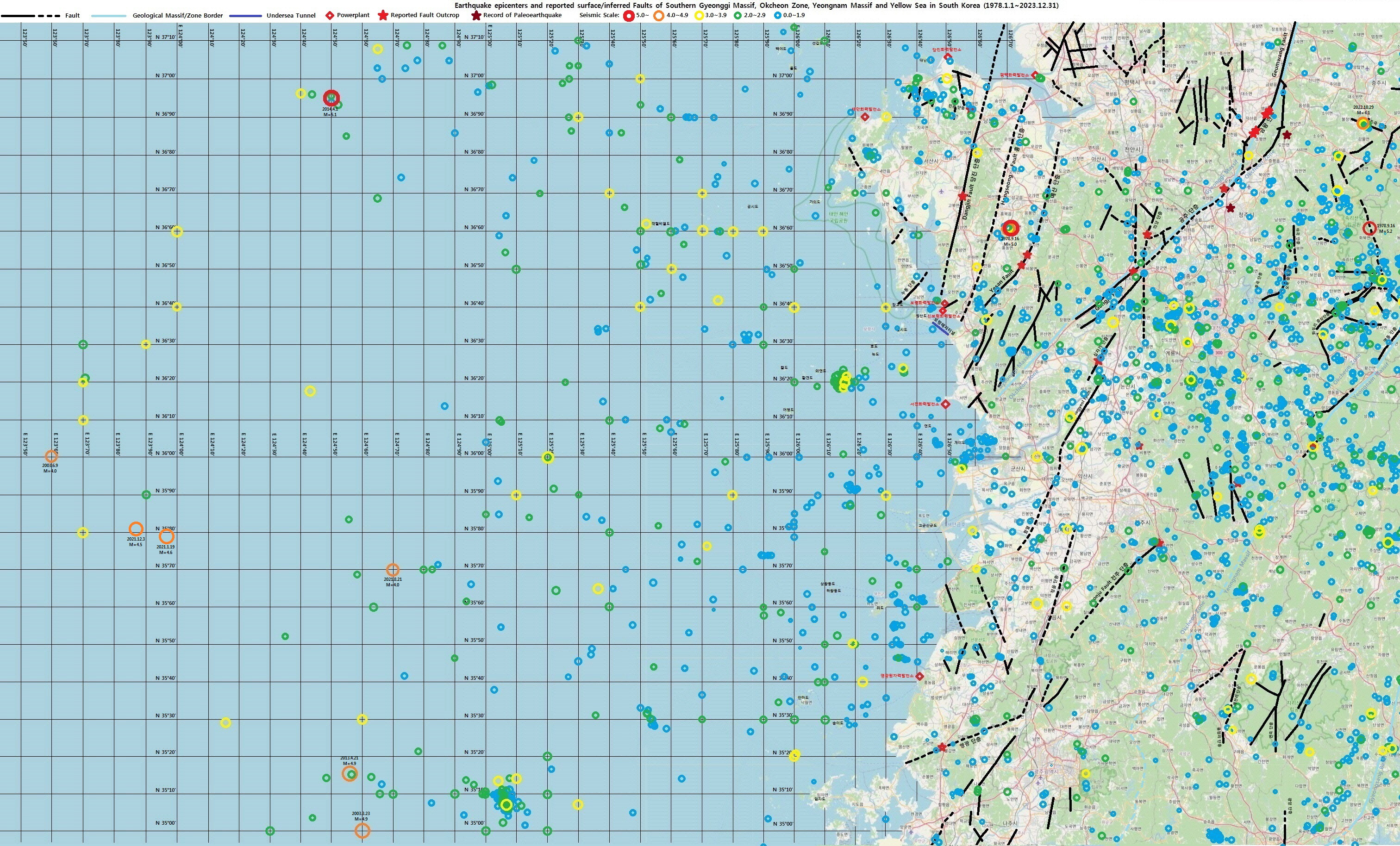
충청남도의 단층과 지진 및 당진 단층

당진시는 경기 육괴의 서부에 위치하여, 지질의 대부분이 선캄브리아기의 변성암들로 구성되어 있다. 당진시 남동부에는 중생대의 대보 화강암류가 관입해 있다. 당진시에는 당진 단층이 지난다.

## 행정 구역
당진시의 행정 구역은 2읍, 9면, 3행정동으로 구성되어 있다. 당진시의 면적은 694.87 km2이며, 인구는 2016년 12월 말 주민등록 기준으로 16만6630 명, 7만3434 가구이다.
| 읍면동   | 한자     | 면적   | 인구    | 세대   | 행정지도 |
| -------- | -------- | ------ | ------- | ------ | -------- |
| 당진1동  | 唐津1洞  | 6.03   | 24,700  | 11,002 |          |
| 당진2동  | 唐津2洞  | 29.6   | 19,980  | 7,952  |          |
| 당진3동  | 唐津3洞  | 15.6   | 19,129  | 6,891  |          |
| 합덕읍   | 合德邑   | 51.32  | 10,055  | 4,864  |          |
| 송악읍   | 松嶽邑   | 79.76  | 26,911  | 12,753 |          |
| 고대면   | 高大面   | 65.35  | 5,882   | 2,761  |          |
| 석문면   | 石門面   | 94.27  | 8,900   | 4,514  |          |
| 대호지면 | 大湖芝面 | 65.85  | 2,605   | 1,286  |          |
| 정미면   | 貞美面   | 49.58  | 3,803   | 1,936  |          |
| 면천면   | 沔川面   | 39.24  | 3,723   | 1,781  |          |
| 순성면   | 順城面   | 44.39  | 5,518   | 2,516  |          |
| 우강면   | 牛江面   | 38.86  | 5,768   | 2,486  |          |
| 신평면   | 新平面   | 54.32  | 17,302  | 6,987  |          |
| 송산면   | 松山面   | 62.57  | 12,354  | 5,705  |          |
| 합계     | 합계     | 694.87 | 166,630 | 73,434 |          |

## 산업

### 산업별 종사자 현황
2014년 당진시 산업의 총종사자 수는 71,801명으로 충청남도 총종사자 수의 8.8%를 차지하고 있다. 이중 농림어업(1차산업)은 321명으로 비중이 낮고 광업 및 제조업(2차산업)은 27,148명으로 37.8%의 비중으로 차지하고 상업 및 서비스업(3차산업)은 44,279명으로 61.7%의 비중을 차지한다. 2차산업은 충청남도 전체의 비중(32.8%)보다 높고 3차산업은 충청남도 전체 비중(66.7%)보다 낮다. 3차산업 부문에서는 도소매업(9.6%), 숙박 및 음식업(9.1%)과 건설업(8.0%), 문화 및 기타서비스업(6.2%)이 큰 비중을 차지하고 있다.

### 지역내 총생산
당진시의 2016년 지역내 총생산은 12조 6,346억원으로 충청남도 지역내 총생산의 9.2%를 차지하고 있다. 이중 농림어업(1차산업)은 7,145억원으로 1.9%의 비중을 차지하고 광업 및 제조업(2차산업)은 28조 6,932억원으로 74.8%의 비중으로 차지하고 상업 및 서비스업(3차산업)은 8조 9,768억원으로 23.4%의 비중을 차지한다. 3차산업 분문에서는 서해안 신산업단지 건설의 영향으로 건설업(7.8),전기,가스,증기 및 수도산업(7.5%)과 운수업(1.4%), 공공행정(0.9%)이 큰 비중을 차지하고 있다.

### 지역 내 산업 시설
- 현대로템
- 현대제철
- 동국제강
- 휴스틸
- 하이스틸
- 희성피엠텍
- 희성촉매
- KG스틸
- 환영철강
- 석문산업단지
- 부곡산업단지
- 송산산업단지
- 합덕농공단지
- 면천농공단지

## 주요 시설
- 평택·당진항
- 서해경제자유구역청
- 당진화력발전소
- 석문방조제
- 대호방조제
- 삽교천방조제
- 한진포구
- 당진제철소

## 문화 및 관광지
- 기지시줄다리기박물관
- 남산공원 (당진1동)
- 당진교육문화스포츠센터
- 당진문예의전당
- 당진문화원
- 당진종합운동장
- 당진청소년문화의집
- 당진해양관광공사
- 도비도
- 독일인 마을
- 삽교호국민관광지 (함상공원)
- 상록수공원 (송악읍)
- 상록수문화관 (필경사)
- 소들공원 (합덕읍)
- 솔뫼성지
- 신리성지
- 아그로랜드 태신목장
- 왜목마을
- 합덕수리민속박물관
- 합덕청소년문화의집
- 당진북부사회복지관

## 교육 기관

### 대학교
- 세한대학교 당진캠퍼스
- 호서대학교 산학융합캠퍼스

### 전문대학교
- 신성대학교

### 고등학교
- 당진고등학교
- 합덕고등학교
- 서야고등학교
- 송악고등학교
- 신평고등학교
- 호서고등학교
- 당진정보고등학교
- 합덕제철고등학교

### 중학교
- 고대중학교
- 당진중학교
- 당진중학교 대호지분교장
- 면천중학교
- 서야중학교
- 석문중학교
- 송산중학교
- 송악중학교
- 수청중학교
- 순성중학교
- 신평중학교
- 원당중학교
- 합덕여자중학교
- 합덕중학교
- 호서중학교

### 초등학교
- 계성초등학교
- 고대초등학교
- 고산초등학교
- 기지초등학교
- 당산초등학교
- 당진초등학교
- 대덕초등학교
- 면천초등학교
- 북창초등학교
- 삼봉초등학교
- 상록초등학교
- 서정초등학교
- 석문초등학교
- 성당초등학교
- 송산초등학교
- 송악초등학교
- 수청초등학교
- 순성초등학교
- 신촌초등학교
- 신평초등학교
- 우강초등학교
- 원당초등학교
- 유곡초등학교
- 전대초등학교
- 정미초등학교
- 조금초등학교
- 천의초등학교
- 초락초등학교
- 탑동초등학교
- 한정초등학교
- 합덕초등학교
- 합도초등학교
- 혜성초등학교
- 삼봉초등학교 난지분교

## 교통

### 고속도로
- 서해안고속도로
  - (서산 나들목) ← 당진 분기점 - 당진 나들목 - 송악 나들목 - 행담도휴게소 - 서해대교-(서평택 나들목)

- - 서해대교 (서해안고속도로)

- 서산영덕고속도로
  - (계획중) ←당진 분기점 - 면천 나들목 - 면천 휴게소 → (고덕 나들목)

- 당진울진고속도로 (계획중)[17]

### 국도
- 국도 제32호선
- 국도 제34호선
- 국도 제38호선
- 국도 제40호선
- 국도 제77호선

### 국가지원지방도
- 국가지원지방도 제70호선

### 지방도
- 지방도 제615호선
- 지방도 제619호선
- 지방도 제622호선
- 지방도 제633호선
- 지방도 제647호선
- 지방도 제649호선

### 버스
- 당진시의 시내버스(당진여객)
- 당진종합버스터미널
- 합덕시외버스터미널
- 삽교천시외버스터미널
- 신평버스터미널
- 기지시정류소

### 철도
- 서해선
  - (아산시) ← 합덕역 → (예산군)
- 동서산업철도(계획중)

## 자매 도시
- 대한민국 서울특별시 용산구, 강북구
- 대한민국 인천광역시 미추홀구
- 대한민국 대전광역시 유성구
- 미국 워싱턴주 스노호미쉬 군
- 미국 뉴저지주 버겐 군
- 일본 아키타현 다이센시

## 역대 시장
| 대수  | 시장   | 임기                             | 비고       |
| ----- | ------ | -------------------------------- | ---------- |
| 1대   | 이철환 | 2012년 1월 1일 ~ 2014년 6월 30일 | 민선 5기   |
| 2•3대 | 김홍장 | 2014년 7월 1일 ~ 2022년 6월 30일 | 민선 6•7기 |
| 4대   | 오성환 | 2022년 7월 1일 ~                 | 민선8기    |

- 이원목
- 김지환
- 김양현
- 이원양
- 정범호
- 김영목
- 김진석
- 김봉순
- 지상준
- 황성국
- 정만택
- 이범승
- 김현구
- 김홍식
- 이학구
- 장규순
- 박욱래
- 전준기
- 신인균
- 장규순
- 김영석
- 김주봉
- 김관현
- 김형태
- 조국환
- 박승선(朴昇宣)
- 김흥태(金興泰)
- 노완구
- 구장회
- 유덕현
- 유병학
- 임규환
- 박영동
- 여인철

| 대수 | 군수           | 임기                              | 비고     |
| ---- | -------------- | --------------------------------- | -------- |
| 35대 | 김낙성(金洛聖) | 1995년 7월 1일 ~ 1998년 6월 30일  | 민선 1기 |
| 36대 | 김낙성(金洛聖) | 1998년 7월 1일 ~ 2002년 6월 30일  | 민선 2기 |
| 37대 | 김낙성(金洛聖) | 2002년 7월 1일 ~ 2003년 12월 17일 | 민선 3기 |
| 38대 | 민종기(閔宗基) | 2004년 6월 8일 ~ 2006년 6월 30일  | 민선 3기 |
| 39대 | 민종기(閔宗基) | 2006년 7월 1일 ~ 2010년 6월 30일  | 민선 4기 |
| 40대 | 이철환         | 2010년 7월 1일 ~ 2011년 12월 31일 | 민선 5기 |